# École nationale supérieure d'architecture de Nantes
L’école nationale supérieure d'architecture de Nantes (ENSA Nantes) est un établissement public d'enseignement supérieur et de recherche situé à Nantes en France, et dépendant du ministère de la Culture et de la Communication.
Le 1er janvier 2022, L'ENSA Nantes rejoint Nantes Université en tant que membre fondateur.

## Présentation
Elle est une des vingt écoles nationales supérieures d'architecture françaises qui préparent les étudiants au diplôme d'État d’architecte. Elle assure également, seule ou en lien avec l’Université de Nantes, d’autres formations de 3e cycle dans les domaines de l’architecture navale et de la scénographie (DPEA), de l’urbanisme (Master 2 « Villes et Territoires », avec l'UFR Droit et l'Institut de géographie) et des ambiances architecturales et urbaines (Master, Doctorat).

## Localisation
Implanté au no 6 quai François-Mitterrand, sur l'île de Nantes, au sein du quartier de la Création, le nouvel ensemble architectural abritant l'école (conçu par les architectes Anne Lacaton et Jean-Philippe Vassal) est occupé depuis février 2009 et s'étend à sur le côté est de la rue Alain-Barbe-Torte jusqu'à la place François-II. Les deux bâtiments qui forment cet ensemble sont également réparties de part et d'autre de l'extrémité de la rue La Noue-Bras-de-Fer à l'est de la place des Érables et sont reliés entre eux par une passerelle. L'ensemble offre ainsi une surface de 28 300 m2, soit près de deux fois la surface initiale du programme.
L’ancienne école, située au no 44 rue Massenet, dans le quartier Breil - Barberie, fut achevée en 1974 (architectes : Georges Evano et Jean-Luc Pellerin) et disposait de 6 000 m2. Ce bâtiment a été démoli afin de laisser la place à un programme immobilier de 180 logements.